# Técnico en radiología

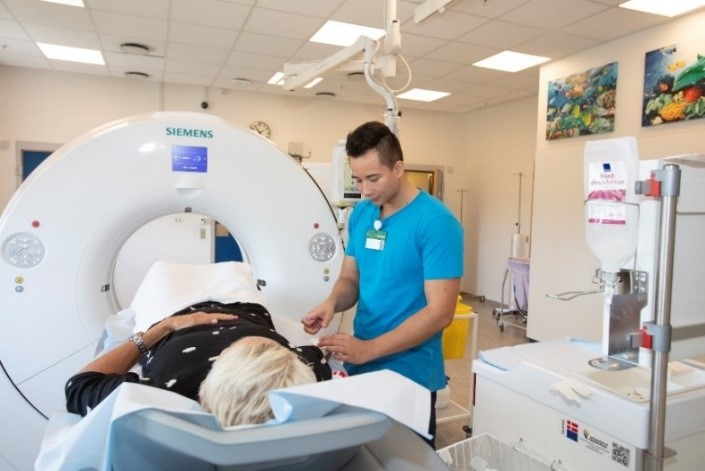
Técnico en radiología realizando una resonancia magnética

El técnico en radiología (técnico radiólogo o radiógrafo) es el profesional con grado de licenciatura, encargado de la obtención de imágenes del cuerpo humano por medio –principalmente– de radiación ionizante. Es una profesión del área sanitaria de formación profesional y desarrolla sus funciones complementarias con médico radiólogo o el médico nuclear –en el caso de la medicina nuclear.

## Funciones principales
El técnico se ocupa principalmente de informar al paciente sobre el acto diagnóstico, su posicionamiento adecuado, el manejo de los equipos para la obtención de la imagen diagnóstica, el registro de dicha imagen, su procesamiento y control de calidad; preparación de las dosis de radiofármacos necesarias para las pruebas en Medicina Nuclear. Asimismo, aplicar y comprobar las medidas de radioprotección.
Los técnicos están capacitados para realizar los siguientes exámenes diagnósticos:
- Radiografías
- Fluoroscopias
- Escáneres o tomografía axial computarizada
- Resonancia magnética nuclear
- Gammagrafías o exámenes de medicina nuclear, incluyendo la tomografía por emisión de positrones
- Mamografías
- Densitometria ósea